# Amplirhagada herbertena
Amplirhagada herbertena је пуж из реда Stylommatophora и фамилије Camaenidae. 

## Угроженост
Подаци о распрострањености ове врсте су недовољни.

## Распрострањење
Ареал врсте је ограничен на једну државу. 
Аустралија је једино познато природно станиште врсте.